# Nothotsuga longibracteata
Nothotsuga longibracteata ist die einzige Pflanzenart der monotypischen Gattung Nothotsuga in der Familie der Kieferngewächse (Pinaceae). Sie ist eine in China heimische Nadelbaumart, die 1932 entdeckt wurde.

## Beschreibung

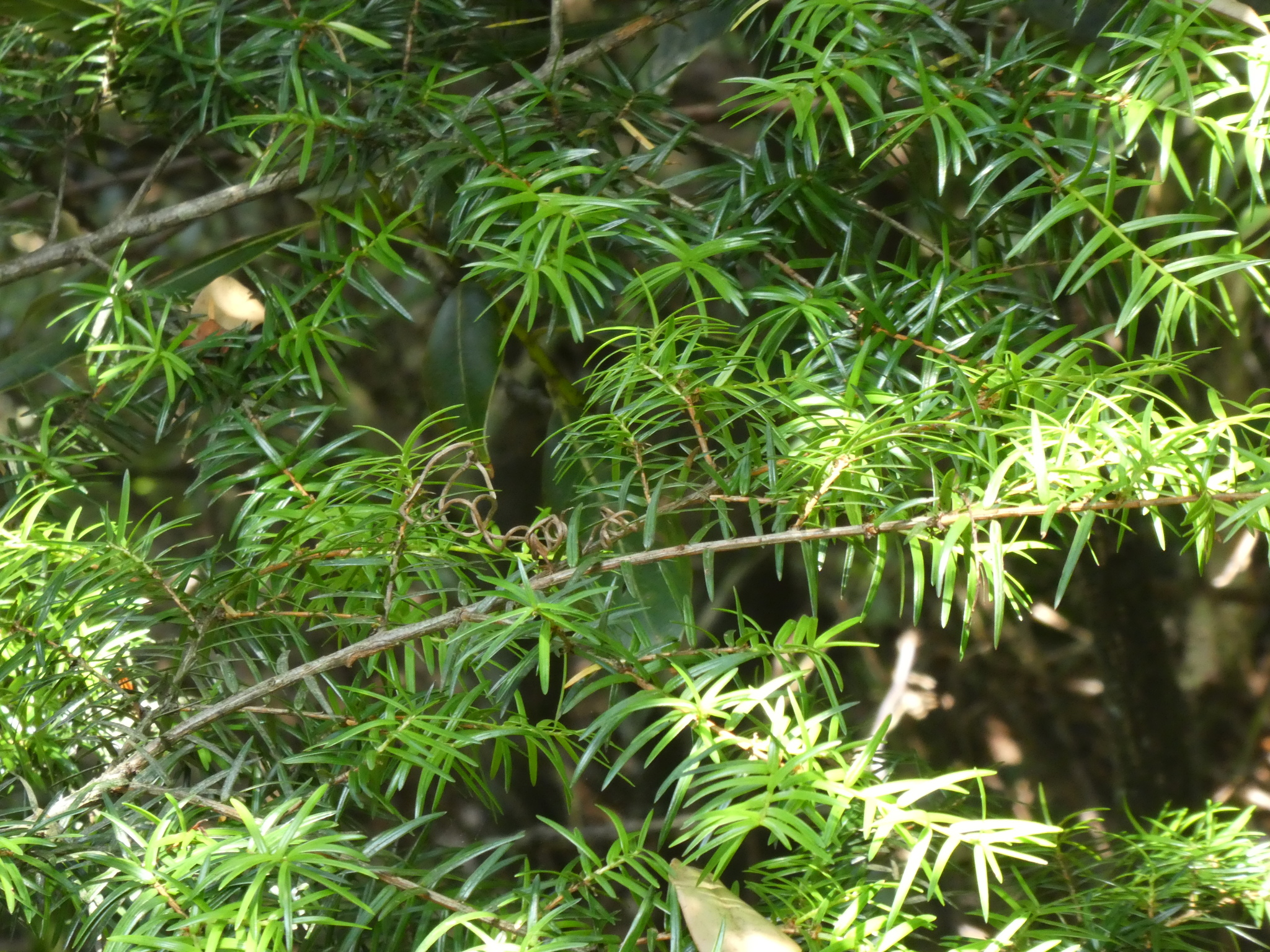
Zweige mit Nadeln

Die Merkmale der Gattung Nothotsuga liegen in etwa zwischen den Hemlocktannen (Tsuga) und Keteleeria.

### Vegetative Merkmale
Nothotsuga longibracteata wächst als immergrüner Baum und erreicht Wuchshöhen bis etwa 30 Metern und Stammdurchmesser (DBH) von etwa 1 Meter. Die Borke ist dunkelbraun. Die 1 bis 1,5 mm lang gestielten Blätter besitzen eine flache, nadelförmige, 1,1 bis 2 (selten bis 2,4) Zentimeter lange und 1 bis 2 (selten bis 2,5) Millimeter breite Blattspreite. Die Stomata sind in jeweils mehreren Linien auf beiden Blattseiten angeordnet.

### Generative Merkmale
Nothotsuga longibracteata ist einhäusig getrenntgeschlechtig (monözisch). Die erst purpurfarbenen bis roten, bei Reife dunkelbraunen Zapfen stehen aufrecht und weisen eine Länge von etwa 2 bis 5,8 Zentimeter lang und einen Durchmesser von etwa 1,2 bis 2,5 Zentimeter auf. In der Mitte des Zapfens sind die Samenschuppen breit rhombisch bis fast kreisförmig mit einer Länge von 0,9 bis 2,2 Zentimeter und einer Breite von 1,2 bis 2,5 Zentimeter. Die Deckschuppen sind 0,7 bis 1,8 Zentimeter groß. Die dreieckig-eiförmigen Samen weisen eine Länge von 4 bis 8 Millimeter und eine Breite von 2,5 bis 3 Millimeter auf. Die eiförmig-länglichen Flügel besitzen eine gerundete Spitze. Von der Bestäubung bis zur Reife brauchen die Zapfen sechs bis acht Monate, danach fallen sie als ganzes ob oder die Zapfenschuppen lösen sich von der Spindel und fallen einzeln ab. Der Pollenflug findet von März bis April statt und die Samen reifen im Oktober.

## Verbreitung
Die Heimat von Nothotsuga longibracteata liegt in China in den Provinzen nordöstliches Guizhou, südwestliches Hunan, nördliches Guangdong, nordöstliches Guangxi und südliches Fujian.
Sie bilden kleine Reinbestände oder sind eingemischt in immergrünen, breitblättrigen Hartlaubwäldern (zusammen mit Arten aus den Gattungen Scheinkastanien (Castanopsis), Lithocarpus und Eichen (Quercus)) oder eingemischt in Wäldern mit Fagus sinensis, Pinus fenzeliana, Tetracentron sinensis und anderen Arten. Ihre Standorte sind auf sonnigen Berghängen auf sauren Böden in Gebieten mit kühlen, gemäßigten, feuchten Klimaten mit häufigen Niederschlägen und Nebeln. Sie kommen in Höhenlagen von (300) 400 bis 1900 (2300) Meter vor.
Seit 1998 stuft die IUCN Nothotsuga longibracteata als eine vom Aussterben bedrohte Art ein. Der Grund hierfür ist die Entwaldung des ursprünglichen Verbreitungsgebietes.

## Systematik
Diese Art wurde 1932 als Tsuga longibracteata von Wan-Chun Cheng in Contr. Biol. Lab. Chin. Assoc. Advancem. Sci., Sect. Bot., Band 7(1): Seite 1 erstveröffentlicht. Diese Art weicht aber in vielen Merkmalen von den Tsuga-Arten ab. So wurde sie 1948 in Travaux du Laboratorie Forestier de Toulouse, Band 1 (4,24), S. 24–28 in × Tsugoketeleeria longibracteata (W.C.Cheng) Van Campo & Gaussen umbenannt. 1989 wurde sie in Nothotsuga longibracteata (W.C.Cheng) H.H.Hu ex C.N.Page in Notes from the Royal Botanic Garden, Edinburgh 45 (2), S. 390 umbenannt, dies ist der derzeit akzeptierte Name. Ein weiteres Synonym ist Keteleeria longibracteata (W.C.Cheng) de Laub. Als gültige Erstveröffentlichung des Gattungsnamens Nothotsuga gilt Hsen-Hsu Hu in Christopher Nigel Page: Notes from the Royal Botanic Garden, Edinburgh Band 45, 1989, Seite 390.